# Polylepis triacontandra
Polylepis triacontandra là loài thực vật có hoa trong họ Hoa hồng. Loài này được Bitter miêu tả khoa học đầu tiên năm 1911.